# Площа Колонакі
Площа Колонакі (грец. Πλατεία Κολωνακίου) — майдан, розташований у центрі столиці Греції місті Афінах, названий на честь невеликої стародавньої колони в центрі площі, що також дала неофіційну назву для всього оточуючого району Колонакі.
Офіційною назвою цієї площі є Платейя Філікіс Етеріас (грец. Πλατεία Φιλικής Εταιρείας), тобто «площа Філікі Етерія» — на честь товариства грецьких патріотів, заснованого в Одесі (Україна), головною метою якого ставилось звільнення батьківщини (Греції) від османського ярма.
Площа Колонакі розташована на один квартал західніше від проспекту Васіліссіс Софіас, з південного заходу від площі відходить вулиця Канарі, з південного сходу — вулиця Кумпарі, зі сходу — вулиця Капсалі, з півночі — вулиця Патріарха Йоакіма, з північного заходу — вулиця Анаґностопулу, й від заходу — вулиці Цакалоф і Скуфа.
У центрі майдану Колонакі розташована цікава пам'ятка — маленька древня колона (що власне й дала назву площі та оточуючому району; колонакі — «маленька колона»). Майдан  популярним в афінян і туристів, навколо площі розташовано багато кафе, рестораніа